# 9/11 – Die letzten Minuten im World Trade Center
9/11 – Die letzten Minuten im World Trade Center ist ein Dokudrama von Richard Dale aus dem Jahr 2006 über den Terroranschlag auf das World Trade Center in New York am 11. September 2001.

## Handlung

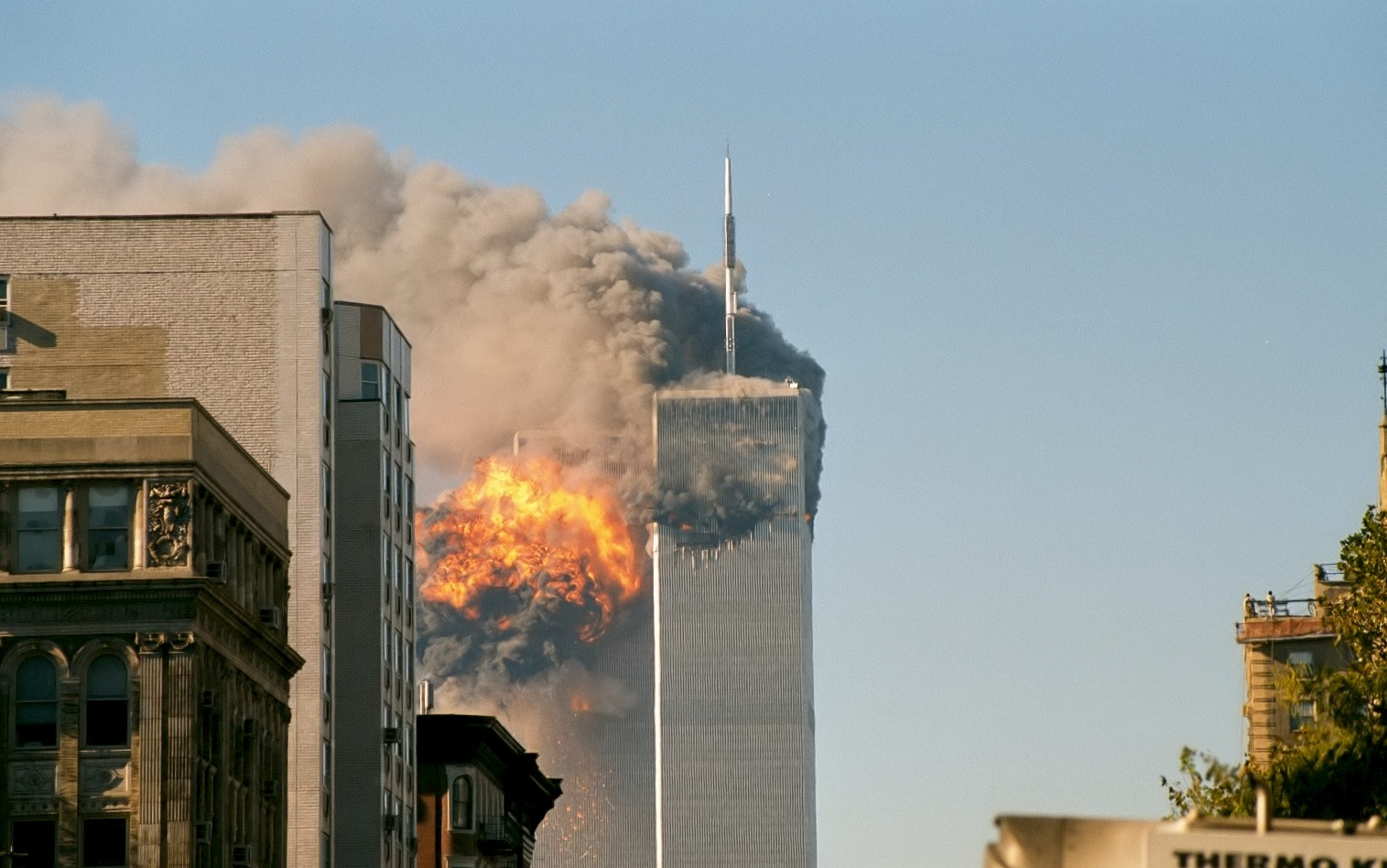
Einschlag von United-Airlines-Flug 175 in den Südturm

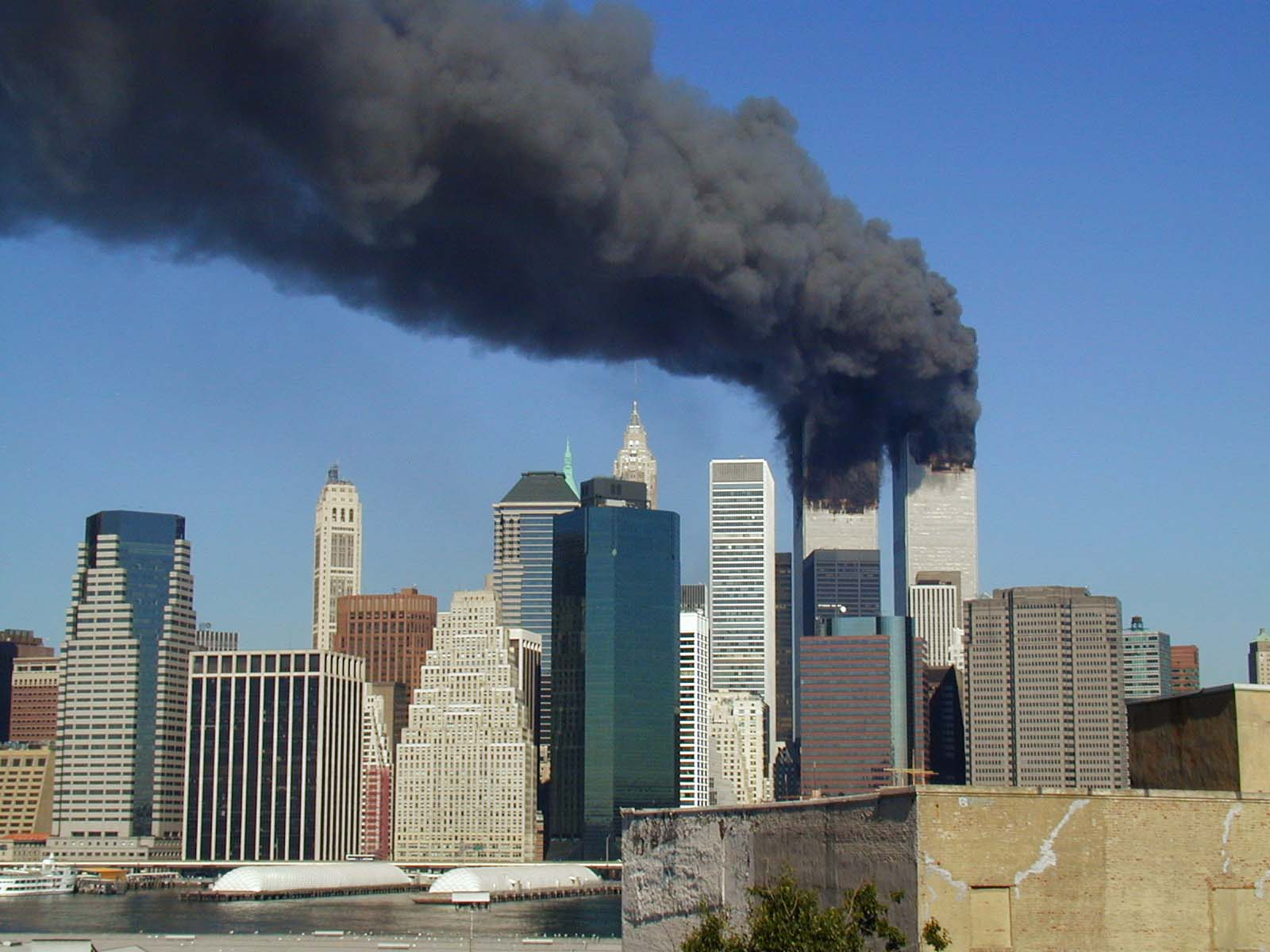
World Trade Center in Flammen

In dem Dokudrama wird rekonstruiert, was sich in den letzten Minuten im World Trade Center zugetragen hat – vom Einschlag des American-Airlines-Fluges 11 über den von United-Airlines-Flug 175 bis zum Einsturz der Twin Towers. Als Grundlage dienen Erzählungen von Überlebenden, Angehörigen und Helfern sowie Polizeiprotokolle, Telefon- und Funkverkehrsmittschnitte. 
Die Doku setzt sich aus mit Schauspielern nachgestellten Szenen, Computeranimationen und Interviews mit Betroffenen zusammen. Überlebende und Helfer berichten von ihren individuellen Erlebnissen und Angehörige sprechen über die ihnen Nahestehenden, die bei den Anschlägen ihr Leben verloren haben.

## Besetzung und Synchronisation
Die deutsche Synchronfassung entstand bei der Splendid Synchron GmbH in Köln nach einem Dialogbuch und unter der Dialogregie von Klaus Terhoeven.
| Person            | Schauspieler    | Deutscher Synchronsprecher |
| ----------------- | --------------- | -------------------------- |
| Erzähler          | Terence Stamp   | Leon Boden                 |
| Harry Ramos       | William Hope    | Udo Schenk                 |
| Victor Wald       | Robert Ashe     | Roland Hemmo               |
| Hong Zhu          | François Chau   | Matthias Haase             |
| Frank De Martini  | Stuart Milligan | Engelbert von Nordhausen   |
| Rick Bryan        | Trevor White    | Viktor Neumann             |
| Alayne Gentul     | Debora Weston   | Luise Charlotte Brings     |
| Al Smith          | John Wesley     | Hans Bayer                 |
| Stanley Praimnath | Nate Reese      | Josef Tratnik              |

## Ausstrahlung
Die deutsche Erstausstrahlung erfolgte am 11. September 2006 auf dem privaten TV-Sender RTL, fünf Jahre nach den Anschlägen.

## Hintergrund
In der deutschen Version der Dokumentation erzählt der Journalist Peter Kloeppel davon, wie er die Anschläge erlebt hat. Kurz nach den Einschlägen der Flugzeuge ging er spontan live auf Sendung und berichtete mehr als sieben Stunden lang über die Vorkommnisse.